# Чугуевский район (Харьковская область)
Чугу́евский райо́н (укр. Чугуївський район) — административная единица на севере Харьковской области Украины. Административный центр — город Чугуев.

## География
Площадь района составляет 4804 км². Граничит с Купянским на востоке, с Изюмским на юго-востоке, с Лозовским на юге, с Красноградским на юго-западе, с Харьковским на западе.
По территории района протекают реки: Северский Донец, Уды, Великий Бурлук, Большая Бабка, Волоска Балаклейка, Средняя Балаклейка, Крайняя Балаклейка, Студенок, Чуговка, Тетлега, Гнилушка, Роганка, Олега, Бакланка, Таганка, Волчий Яр. На территории района находится Граковское водохранилище.

Карта Чугуевского уезда, 1788

## История
- Город Чугуев получил название от старинного Чугуевского городища. Название это, скорее всего, происходит от татарского слова «чу́га», что означает узкий кафтан с короткими рукавами. Территория нынешнего Чугуева и называлась Чугой, что означало — тут живут люди, которые носят чугу.
- Местность, где в начале XVII века был основан город Чугуев, до XIII века принадлежала древнерусским княжествам — Переславскому и Черниговскому.
- В документах Царства Русского XVI века упоминается Чугуевское городище, как «памятник города, которое существовало ещё до монгольского опустошения России»; в указе московского царя от 1647 года указывается, что «Чугуевские земли и разные участки веками принадлежат нашему Московскому государству».
- Весной 1923 года был создан Чугуевский район Харьковской губернии. Административным центром являлся город Чугуев (Харьковская область). Район с 1920-х годов и некоторое время после ВОВ являлся «национальным русским»[4], одним из четырёх национальных русских районов Харьковской области (наряду с Алексеевским, Староверовским и Больше-Писаревским),[5] каковым являлся до послевоенного времени.
- В 2020 году в рамках «оптимизации» районов в Харьковской области Верховная Рада оставила семь районов, в том числе Чугуевский.
- 17 июля 2020 года в рамках украинской административно-территориальной реформы по новому делению Харьковской области[6][7][8] район был укрупнён, в его состав вошли территории[8]:
- Чугуевского района,
- Волчанского района,
- Змиевского района,
- Печенежского района,
- а также города областного значения Чугуев.

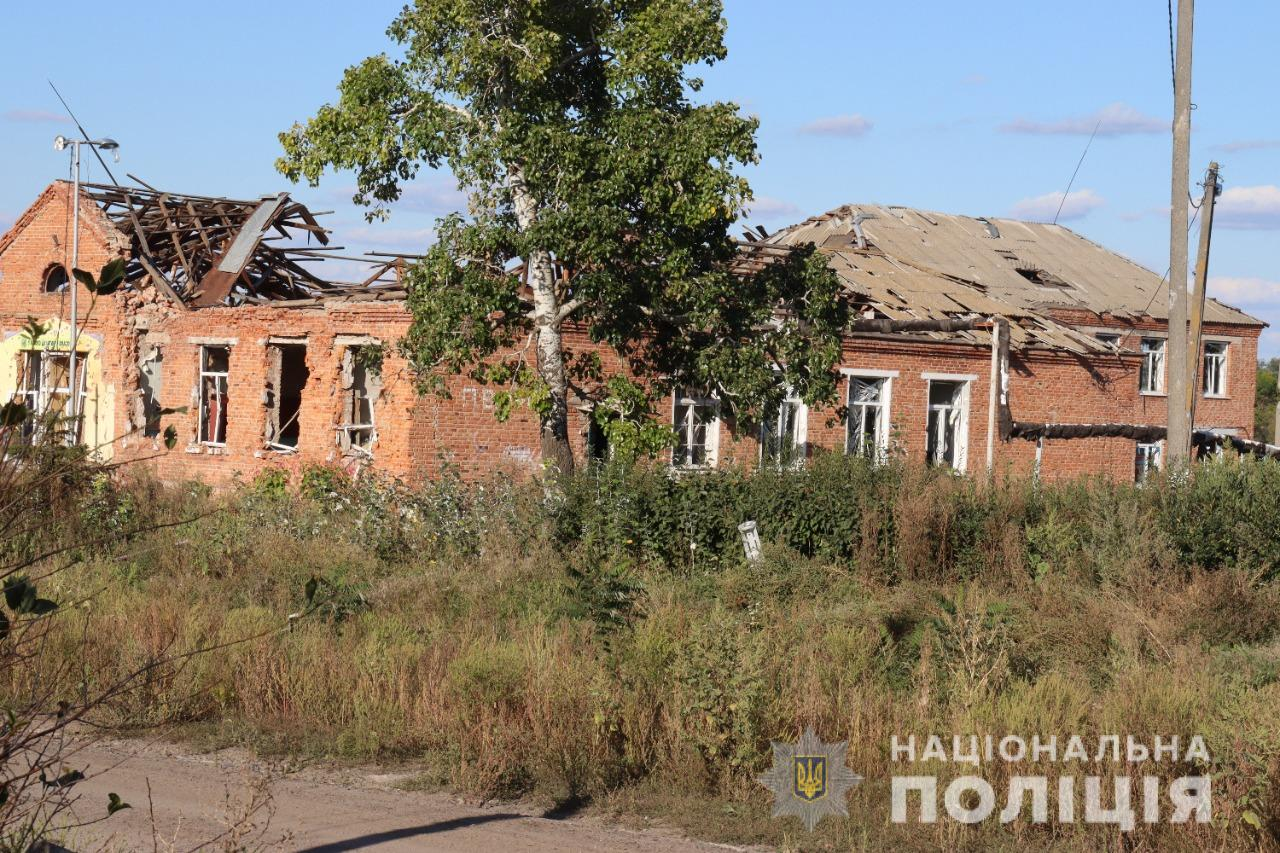
Разрушенная школа в селе Граково после российской оккупации в 2022 г.

### Военное вторжение России (2022)
В 2022 году после освобождения села Железнодорожное Чугуевского района, местные жители сообщили, что военные ВС РФ убили жителей села. Было обнаружено 4 тела со следами пыток.

## Население
Численность населения района в укрупнённых границах — 202,2 тыс. человек.
Численность населения района в границах до 17 июля 2020 года по состоянию на 1 января 2020 года — 45 362 человека, из них городского населения — 26 729 человек, сельского — 18 633 человека.

## Административное устройство
Район в укрупнённых границах с 17 июля 2020 года делится на 9 территориальных общин (громад), в том числе 3 городские и 6 поселковых общин (в скобках — их административные центры):
- Городские:
  - Чугуевская городская община (город Чугуев),
  - Волчанская городская община (город Волчанск),
  - Змиёвская городская община[укр.] (город Змиёв),
  - Слобожанская городская община (город Слобожанск);
- Поселковые:
  - Малиновская поселковая община (пгт Малиновка),
  - Новопокровская поселковая община (пгт Новопокровка),
  - Печенежская поселковая община (пгт Печенеги),
  - Старосалтовская поселковая община (пгт Старый Салтов),
  - Чкаловская поселковая община (пгт Чкаловское).

### История деления района

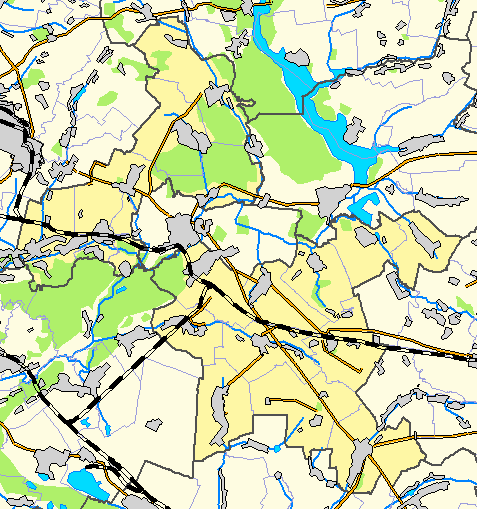
Район в старых границах до 17 июля 2020 года

Район в старых границах до 17 июля 2020 года включал в себя:
- поселковых советов: 6
- сельских советов: 13
- посёлков городского типа: 6
- посёлков: 3
- сёл: 31

Местные советы (в старых границах до 17 июля 2020 года):
| - Введенский поселковый совет - Кочетокский поселковый совет - Малиновский поселковый совет - Новопокровский поселковый совет - Чкаловский поселковый совет - Эсхаровский поселковый совет - Базалиевский сельский совет - Великобабчанский сельский совет - Волохово-Ярский сельский совет - Граковский сельский совет | - Зарожненский сельский совет - Ивановский сельский совет - Каменнояружский сельский совет - Коробочкинский сельский совет - Лебяжский сельский совет - Мосьпановский сельский совет - Старогнилицкий сельский совет - Старопокровский сельский совет - Юрченковский сельский совет |

Населённые пункты (в старых границах до 17 июля 2020 года):
| с. Базалеевка пгт Введенка с. Великая (Большая) Бабка с. Волохов Яр с. Гавриловка с. Граково пос. Дослидное пос. Зализничное с. Зарожное с. Заудье с. Зеленый Колодезь с. Ивановка с. Каменная Яруга с. Коробочкино | пгт Кочеток с. Лебяжье пгт Малиновка с. Михайловка с. Мосьпаново с. Николаевка (Лебяжский сельсовет) с. Николаевка (Чкаловский поссовет) с. Новая Гнилица пгт Новопокровка с. Осиковый Гай с. Песчаное с. Поды с. Пушкарное пос. Раздольное | с. Ртищевка с. Свитанок с. Старая Гнилица с. Старая Покровка с. Степовое с. Студенок с. Таганка с. Терновая с. Тетлега пгт Чкаловское пгт Эсхар с. Юрченково |

Ликвидированные населённые пункты (в старых границах до 17 июля 2020 года):
- пос. Бурлуцкий
- пос. Лаптева
- с. Неёловка
- с. Чапаевское

## Экономика
В 2006 году в районе зарегистрировано 226 физических лиц и 8 предприятий малого и среднего бизнеса. По видам деятельности большинство физических лиц сосредоточено в отраслях: торговля — 43,8 %; оказание услуг — 26,5 %; сельское хозяйство — 12,8 %; промышленность — 11 %. В целом в районе количество предпринимателей — физических лиц составляет 1372 чел., из них 1140 работающих (83,1 % от общего количества). По сравнению с 2005 годом — рост на 13,6 %.
Динамику роста имеет количество предприятий малого и среднего бизнеса. По сравнению с предыдущим годом рост составил 14,4 (всего 127). Всего в сфере малого бизнеса работают 3067 чел.
В среднем по району на 10 тыс. лиц населения получается 26 малых предприятий, что на 3 предприятия больше, чем в 2005 году.
В районе действуют упрощённые процедуры регистрации предпринимательской деятельности и выдачи документов разрешительного характера по принципу организационного единства. Услугами Единого регистрационного окна воспользовались 340 объектов хозяйствования. Районными разрешительными органами субъектам хозяйствования выдано 373 документа разрешительного характера.
В Единый государственный реестр Украины включены 203 юридических лица (40,4 % от общего количества лиц, состоящих на учёте в налоговой инспекции) и 494 физических лица (51 %).

## Транспорт

Герб Чугуевского района ХО на трассе Харьков — Ростов-на-Дону

Районный центр — Чугуев — город районного подчинения. В начале XIX века военное поселение.
Расположен в основном на правом, высоком берегу Северского Донца, в месте впадения в него речки Чуговки, на автотрассе Харьков — Ростов-на-Дону.
Через город проходит железнодорожная магистраль Харьков-Купянск. Расстояние до Харькова по железной дороге — 56 км, по автомобильной — 20 км.

## Объекты туризма

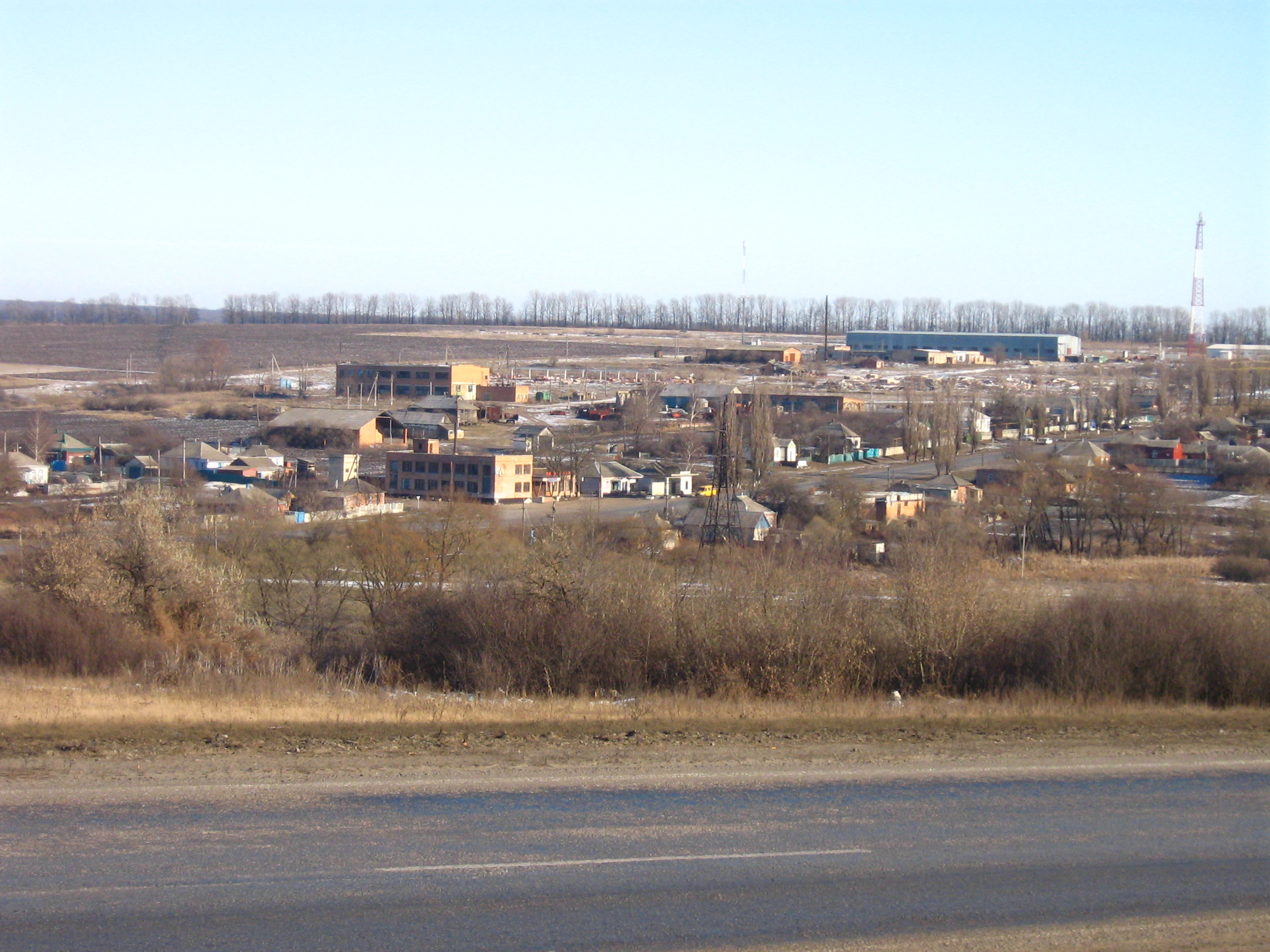
Село Каменная Яруга

### Археологические
На территории посёлка Терновая найдены остатки двух поселений периода времён позднего бронзового века (II—I тысячелетия до н. э.) и поселения черняховской культуры (II—VI вв. до нашей эры).
На окраинах села Волохов Яр раскопано несколько курганов кочевников (X—XI вв. н. э.), на одном из них сохранилась каменная баба.
На территории посёлка городского типа Эсхар сохранились остатки Кабаковского городка, укреплённого каменными стенами (VIII—IX вв. н. э.)
На окраинах посёлка городского типа Кочеток сохранились остатки поселений периода бронзы (II тысячелетие до н. э.) и скифского периода (V—III вв. до н. э.).
Возле посёлка Новопокровка найдены поселения периода позднего бронзового века, где были остатки жилищ и 14 захоронений.
Исторические:
События, которые происходили в Чугуеве, легли в основу повести Н. В. Гоголя «Тарас Бульба». Недалеко от Чугуева находится поселок Малиновка, где происходили события, показанные в фильме и оперетте «Свадьба в Малиновке».

### Научные
Стоит внимания радиотелескоп УТР-2 вблизи Чугуева, который считают одним из самых больших в мире. Тут, вблизи пгт Малиновка, по инициативе известного советского учёного, астронома, академика АН Украины, профессора Харьковского университета Барабашова 50 лет назад была основана обсерватория Граково. Основная тематика работ в обсерватории: фотометрические исследования астероидов — определение их формы и периодов вращения.

### Архитектурные
Владимирско-Богородецкая церковь. Построена в селе Кочеток в 1700 году для монахов, которые жили в мужском монастыре. Сначала это будет деревянная церковь. В ней сохранилась «Явленная» икона Владимирской божьей матери. От этой иконы и получила название церковь. Через годы, когда церковь начала разрушаться от времени, Харьковская епархия добилась, чтобы в 1859 году построили новый, каменный храм. Колокольню достроили позже.
Имя архитектора неизвестно, но очевидно, что это был талантливый зодчий. Церковь очень красива, бело-голубая, пятиглавая, в неё шли со всех окрестных сёл.
Церковь была действующей до 1934 года. А потом, аж до 80-х годов, была в упадочном состоянии. И только в 1987 году церковь отреставрировали. И теперь верующие из Чугуева и из других мест посещают этот храм и удивляются «чуду», созданному человеческими руками и разумом.

### Природные
Ландшафтный заказник местного значения «Малиновский». Площадь — 2256,7 га. Большой, разнообразный растительный и животный мир. Представляет природоохранное, эстетическое и рекреационное значение, а также научно-учебное в качестве базы лесного техникума. Лесной массив является стабилизатором микроклимата, регулятором водного режима реки Северский Донец, исполняет землезащищающие функции.
Ландшафтный заказник местного значения «Кочетовская лесная дача». Площадь — 2160,3 га. Уникальный природный комплекс. Лесной массив представлен высокопродуктивными лесами природного происхождения возрастом 60—150 лет. Имеет исключительное водоохранное, землезащищающее, научное и эстетическое значение.
Энтомологический заказник местного значения «Моспаноский».
Площадь — 5,0 га. Участок на южном спуске яружно-балковской системы вблизи села Моспаново, где растёт степная травянистая растительность, живёт около 20 видов и групп полезных насекомых — оплодотворителей сельскохозяйственных культур, в том числе одинокие дикие пчёлы, шмели, дикие осы, редкие бабочки.
Энтомологический заказник местного значения «Михайловский». Площадь — 5,6 га. Участок на юго-западном степном участке вблизи деревни Михайловка. Растёт растительность степного типа. Живёт около 40 типов насекомых, среди которых есть и основные оплодотворители люцерны.
Энтомологический заказник местного значения «Студенок». Площадь — 4,9 га. Участок на степных склонах балки вблизи деревни Студенок. Площадь — 4,9 га. Растёт степная растительность. Живёт около 50 видов и групп полезных насекомых, в том числе и опылители люцерны.
Энтомологический заказник местного значения «Кочетоцкий». Площадь — 50,0 га. Находится на территории Кочетовского водосбора. Участок, где растёт степная растительность. Разнообразный животный мир. Место обитания полезных насекомых — оплодотворителей сельскохозяйственных культур.

## Музеи
Музей воды.
Музей воды в Кочетке — уникальный, созданный коллективом умельцев ВУВГ «Донец» (Кочетковская водогонная станция), открыт в 1982 году. В 1987 году ему присвоено звание «народный». Сначала он именовался как музей боевой и трудовой славы водогонной станции, а потом получил и статус Музей Воды.
В нём более 2000 экспонатов. Главную роль в создании музея сыграл талантливый инженер Комаров Сергей Лукьянович.
В музее можно получить ценную информацию про воду вообще, про историю Северского Донца, про строительство водогонной станции в посёлке и т. д.

## Культура
Некоторые краеведы и учителя Чугуевского района являются членами-корреспондентами и адъюнктами Змиевского научного краеведческого общества.

## Религия
В Чугуеве существует зарегистрированная христианская община Адвентистов Седьмого Дня.